# James Lamy
James Ernest "Jim" Lamy, född 30 maj 1928, död 30 maj 1992, var en amerikansk bobåkare.
Lamy blev olympisk bronsmedaljör i fyrmansbob vid vinterspelen 1956 i Cortina d'Ampezzo.